# K-55A1 자주포
K-55A1 자주포는 대한민국에서 생산된 자주포 중 하나이다. M109 자주포를 기반으로한 면허생산 된 K-55 자주포를 K-9 자주포의 수준으로 끌어올리기 위한 개량을 한 자주포이다. 개량 과정에서 K-9의 설계에 들어간 기술이 사용되어 K-9 성능의 약 75~80% 정도까지 성능이 향상되었다고 알려진다.
원래 K-55는 미국의 M109A2 자주포를 라이센스 생산한 것으로, 이로 인해 미국내에서는 K-55라는 이름이 아닌 KM109A2K라고 라고 불린다. 성능이나 여타 제원이 M109A2와 거의 동일하다. 이로 인해 원래 K-55 자주포는 점차적으로 퇴역하고 이 자리를 K-9 자주포로 메울 예정이었으나 금전적인 이유로 교체가 아닌 K-9의 기술을 이용한 K-55의 개량이 이루어지게 되었다. 현재 K-9 자주포와 함께 대한민국 국군의 주력 자주포이며, 그 성능은 미국의 M109A6 자주포에 맞먹는 수준이다.
K-55 자주포와의 차이점으로는 사거리가 최대 32km까지 늘어났고, 초탄발사 시간을 기존 2~11분에서 45∼75초까지 줄였다. 또한 관성항법장치·위성항법장치·속도보정장치의 성능을 개량하여 자동화된 사격 및 야전 운용성과 사격 정확도를 개선하였다. 그리고 현수장치의 업그레이드로 매 사격시마다 가신의 역할을 했던 스페이드를 땅에 고정시키지 않아도 사격이 가능하도록 개량되었다.

## 같이 보기
- K55
- K-9 자주포
- K1A1
- K1A2
- K-56 탄약보급장갑차